# Pikachu
Pikachu (ピカチュウ?, Pikachū) è un Pokémon base della prima generazione di tipo Elettro. Il suo numero identificativo Pokédex è 25. Nel contesto del franchise creato da Satoshi Tajiri, Pikachu evolve da Pichu al raggiungimento di uno specifico livello di felicità e si evolve a sua volta in Raichu tramite l'utilizzo dello strumento Pietratuono.
Ideato dal team di designer della Game Freak, Pikachu fa la sua prima apparizione nel 1996 nei videogiochi  Pokémon Rosso e Blu ed è presente nella maggior parte dei videogiochi della serie. Dopo essere stato scelto come personaggio principale della serie animata Pokémon a fianco di Ash Ketchum, è diventato la mascotte ufficiale del franchise. Appare inoltre in tutti i film di Pokémon, nel Pokémon Trading Card Game, dove è il Pokémon più rappresentato in assoluto, e in numerosi manga derivati dalla serie, oltre ad essere protagonista dei videogiochi Pokémon Giallo, Pokémon Dash, Hey You, Pikachu!, PokéPark Wii: La grande avventura di Pikachu e Pokémon: Let's Go, Pikachu!
Considerato uno dei personaggi più famosi e conosciuti del franchise, Pikachu è assurto a icona della cultura giapponese e kawaii. Per la sua popolarità è stato definito l'equivalente giapponese di Topolino ed è stato oggetto di numerose campagne commerciali, omaggi e parodie.

## Creazione e sviluppo

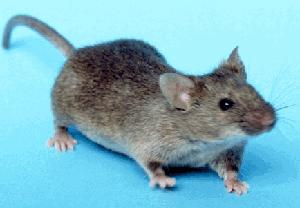
L'aspetto di Pikachu è stato modellato su quello del topo.

Pikachu fu uno dei 150 design di Pokémon ideati dal team di sviluppo dei personaggi di Game Freak per i videogiochi di prima generazione Pokémon Rosso e Blu ed è stato sviluppato da Atsuko Nishida e finalizzato, come tutti i suoi simili, da Ken Sugimori. Nonostante non facesse parte della prima ondata di Pokémon creati, quando si decise di introdurre il tipo Elettro, Pikachu, descritto dall'ideatore della serie Satoshi Tajiri come un "topo elettrico", fu sviluppato come primo esempio di questa categoria. Nelle fasi iniziali di progettazione del gioco, la critica più comune al lavoro del team di sviluppo era che i mostriciattoli non fossero abbastanza mostruosi e venne quindi proposto un design di Pikachu più minaccioso e muscoloso. L'allora presidente della Nintendo Hiroshi Yamauchi, però, era convinto che la strada intrapresa fosse quella giusta e si rifiutò di modificare l'aspetto "gioioso" del Pokémon.
Il suo nome deriva dall'unione delle parole giapponesi pika (ピカ?), onomatopea che indica una scintilla, e chū (チュー?), lo squittio del topo, invalidando così le teorie di numerosi fan che vedevano nel nome del Pokémon un riferimento a Pika, un sottogenere di piccoli mammiferi lagomorfi. Nel corso di un'intervista, Junichi Masuda affermò che il nome di Pikachu era stato tra i più difficili da creare, in quanto ci si sforzò di renderlo accattivante sia al pubblico giapponese sia a quello internazionale. In effetti Pikachu è uno dei pochi Pokémon a conservare il nome originale giapponese anche nei vari adattamenti internazionali, semplicemente trascritto negli alfabeti latino (Pikachu), cirillico (Пикачу) e coreano (피카츄).
Pikachu venne concepito come un Pokémon tra i tanti, ma durante gli stadi iniziali della progettazione del franchise fu scelto insieme a Clefairy come protagonista del merchandising correlato alla serie. Infine si impose come mascotte solitaria quando divenne il primo Pokémon di Ash Ketchum nella serie animata. Gli autori ritenevano infatti che il suo aspetto kawaii avrebbe costituito un'immagine di animale da compagnia rassicurante per i bambini e avrebbe potuto attirare un pubblico sia maschile che femminile. Come sottolineato dall'antropologo statunitense Joseph Tobin, anche il colore giallo fu un criterio per la scelta finale, in quanto, quale colore primario, avrebbe reso Pikachu facilmente riconoscibile dai bambini anche a grande distanza; e considerando che all'epoca esisteva un solo altro personaggio dello stesso colore, a sua volta molto amato dai bambini, l'orsetto Winnie the Pooh.

## Descrizione

Il nome Pikachu (ピカチュウ) ed il Pokémon stesso sono marchi registrati

Alto una quarantina di centimetri e del peso di sei chili, Pikachu ha l'aspetto di un roditore, con un corpo arrotondato, zampe corte e una coda che ricorda il simbolo di un fulmine. In Pokémon Diamante e Perla furono introdotte le differenze tra i sessi e gli esemplari femmina di Pikachu ricevettero un'indentatura in cima alla coda rendendola simile alla forma di un cuore. Il suo pelo è corto e giallo, tranne per la versione cromatica in cui è arancione chiaro, con striature marroni sul dorso e la punta delle lunghe orecchie nera. Sulle guance ha due sacche rosse in cui immagazzina l'elettricità che può rilasciare a piacimento per attaccare, ricaricare altri Pikachu indeboliti o cuocere le bacche di cui si nutre per renderle più tenere. Inizialmente tozzo e paffuto, il design del personaggio è evoluto verso una figura più magra e asciutta, tanto nei videogiochi quanto nella serie televisiva.
Secondo il Pokédex, l'enciclopedia fittizia presente all'interno dei videogiochi, i Pikachu sono Pokémon diffidenti che sorvegliano l'ambiente ricorrendo alla loro coda sensibile e che ricorrono a scariche elettriche se minacciati o quando incontrano qualcosa che non conoscono. Il loro habitat naturale è la foresta. Come la maggior parte dei Pokémon non parla, ma nella serie televisiva comunica ripetendo le sillabe del proprio nome con tonalità differenti o si esprime mediante il linguaggio del corpo.
Pikachu si evolve in Raichu se esposto ad un oggetto chiamato Pietratuono. A partire da Pokémon Oro e Argento è stato introdotto Pichu, uno stadio pre-evolutivo del Pokémon derivato da un uovo di Pikachu o Raichu, che si evolve in Pikachu dopo aver raggiunto un livello sufficiente di amicizia con il proprio allenatore.
In Pokémon Rubino Omega e Zaffiro Alpha è stata introdotta una nuova forma di Pikachu, denominata Pikachu Cosplay. Come gli esemplari femmina di Pikachu, tale Pokémon presenta una coda a forma di cuore, a cui si aggiunge una macchia nera all'estremità. Esistono cinque possibili varietà di Pikachu Cosplay, che differiscono principalmente per l'abbigliamento: rockstar, damigella, confetto, scienziata e wrestler. I Pikachu Cosplay non possono evolversi in Raichu.
In Pokémon Spada e Scudo, Pikachu è uno dei 32 Pokémon ad aver ricevuto una forma Gigamax.

## Apparizioni

### Videogiochi

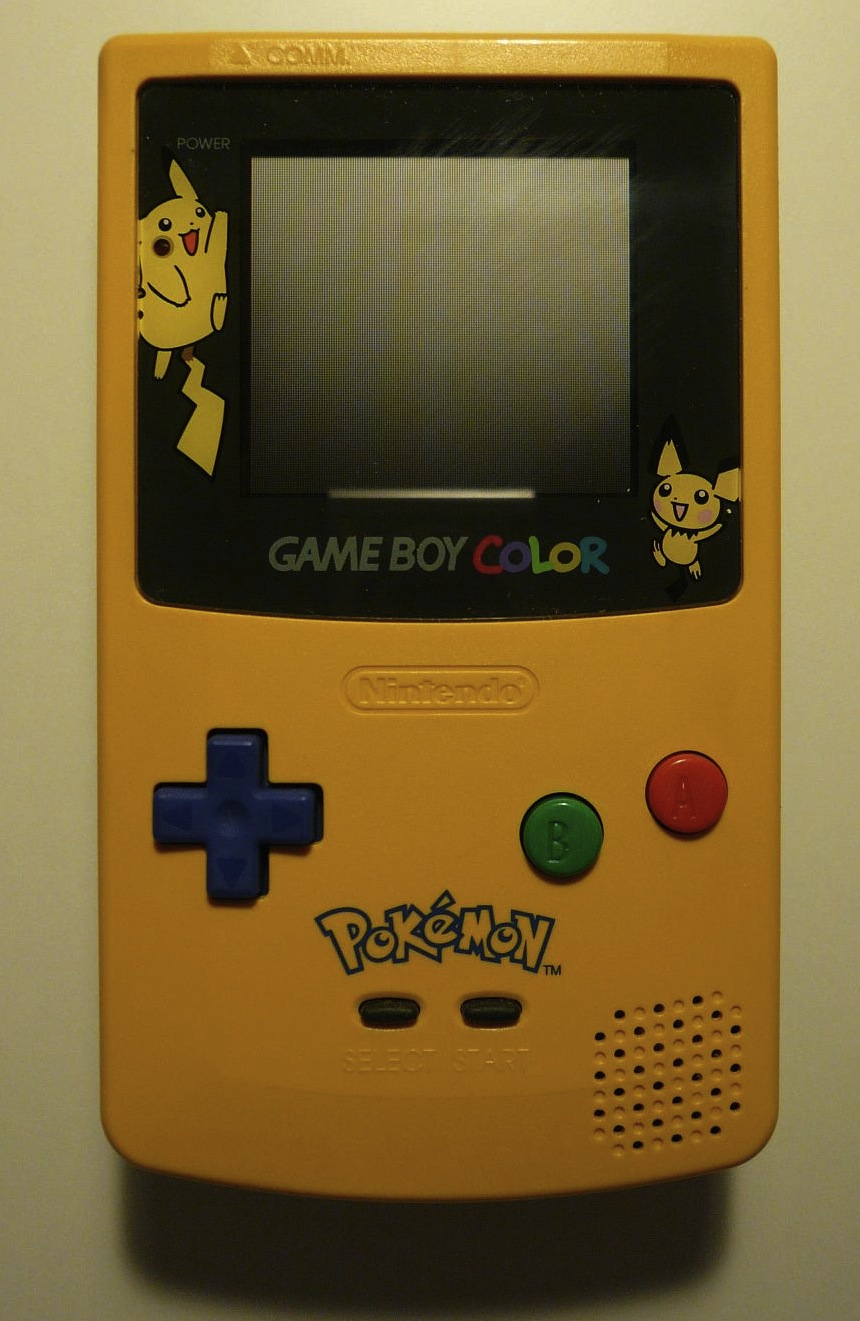
Game Boy Color giallo raffigurante Pikachu e Pichu

Nei videogiochi della serie, Pikachu è un Pokémon catturabile in tutti i titoli tranne Pokémon Nero e Bianco, dove può essere ottenuto solo scambiandolo. Il gioco Pokémon Giallo si rifà alla serie anime e presenta il solo Pikachu come scelta per il Pokémon iniziale. Come la sua controparte animata, Pikachu si rifiuta di entrare nella sua Poké Ball e segue invece l'allenatore nei suoi spostamenti, non si può evolvere in Raichu ed è in grado di pronunciare il proprio nome. Il Pikachu di livello 88 utilizzato da Rosso al termine di Pokémon Oro HeartGold e Argento SoulSilver è il Pokémon di un personaggio non giocante di livello più elevato apparso in un videogioco della serie.
Pikachu promozionali, con oggetti particolari, attacchi che normalmente non potrebbero apprendere e livelli elevati, sono stati distribuiti in occasione di svariati eventi in Giappone, Europa e Nord America a partire dal 2003. Dal 1º aprile al 5 maggio 2010 un evento speciale ha permesso ai giocatori di Pokémon Oro HeartGold e Argento SoulSilver di accedere ad un percorso che conteneva solamente Pikachu selvatici in possesso di mosse inusuali come Surf e Volo. Nei videogiochi Pokémon Sole e Luna sono presenti esemplari del Pokémon basati sul Pikachu di Ash Ketchum, riconoscibili dal tipico berretto indossato dall'allenatore nella serie animata Pokémon.
Pikachu è presente anche in videogiochi che non appartengono alla serie principale di Pokémon. Pokémon Pikachu è un modello di gioco virtual pet con protagonista Pikachu. Egli compare inoltre in Pokémon Ranger: Ombre su Almia, è uno dei sedici starter nella serie Pokémon Mystery Dungeon ed è il protagonista di Pokémon Dash, Hey You, Pikachu! e PokéPark Wii: La grande avventura di Pikachu. Infine il Pokémon è un personaggio giocabile in tutti e quattro i titoli della serie Super Smash Bros.

### Anime
La serie televisiva anime Pokémon e i film da essa tratti seguono le avventure del giovane allenatore Ash Ketchum, in giro per il mondo per diventare il miglior allenatore di sempre. Il Pikachu di Ash costituisce uno dei personaggi principali e il solo Pokémon a restare con l'allenatore per tutta la durata della serie, divenendo la mascotte della serie e per estensione dell'intero franchise.
Pikachu compare fin dal primo episodio della serie, L'inizio di una grande avventura (Pokémon, I Choose You!), in cui il Professor Oak dona ad Ash Ketchum un esemplare come Pokémon iniziale. Dapprima ribelle e freddo nei confronti dell'allenatore, sviluppa una profonda amicizia con Ash in seguito ad un episodio in cui l'allenatore lo difende da uno stormo di Spearow. A differenza degli altri Pokémon, Pikachu viaggia costantemente al fianco di Ash, rifiutandosi tenacemente di entrare nella propria Poké Ball. Estremamente potente, è sistematicamente bersaglio dei piani di Jessie, James e Meowth del Team Rocket, che cercano di impossessarsene nella maggior parte degli episodi. È noto per la sua inusuale dose di indipendenza e libero arbitrio: nell'episodio Un incontro da elettroshock (Electric Shock Showdown) sceglie di non evolversi in Raichu, mentre in Addio Pikachu! (Pikachu's Good-Bye) Ash vorrebbe liberarlo per farlo vivere coi suoi simili, ma il Pokémon Elettro decide di rimanere con il suo allenatore. Come molti altri Pokémon, il Pikachu di Ash si esprime ripetendo le sillabe del proprio nome ed è doppiato da Ikue Ōtani nella versione originale così come in tutte le edizioni estere.

Un francobollo dedicato a Pikachu emesso dalla poste giapponesi

Nell'anime compaiono anche altri Pikachu oltre a quello di Ash: nell'episodio La grande onda (The Pi-Kahuna) si vede Puka, un Pikachu anziano in grado di fare surf; in Chi trova un amico trova un tesoro (A Friend In Deed) Ash stringe amicizia con l'allenatore Richie che possiede un Pikachu soprannominato Sparky, riconoscibile da un caratteristico ciuffo sulla fronte. Richie e Sparky incontreranno nuovamente Ash e Pikachu in alcuni episodi ambientati nella regione di Johto e sono protagonisti di alcuni episodi speciali della serie Pokémon Chronicles. La voce del Pokémon è di Satomi Kōrogi.

### Manga
Pikachu è un personaggio ricorrente nei manga sui Pokémon. In Pokémon - La grande avventura gli allenatori Rosso e Giallo possiedono due esemplari di Pikachu, denominati Pika e Chuchu, dalla cui unione nascerà il Pichu di Oro. Ne Il magico viaggio dei Pokémon e in Pokémon Manga, Pikachu è il Pokémon iniziale dei due protagonisti; mentre Dengeki! Pikachu e Satoshi to Pikachu ripercorrono abbastanza fedelmente parte delle avventure di Ash della serie televisiva e presentano quindi entrambe il suo fedele Pikachu.

### Carte collezionabili
Pikachu compare nel gioco di carte collezionabili Pokémon Trading Card Game fin dall'inizio della serie nell'ottobre 1996. Sebbene principalmente di tipo Lampo, esistono alcune versioni del Pokémon di tipo Metallo. Con oltre 80 carte dedicate, è il Pokémon più rappresentato del gioco, con carte raffiguranti il Pikachu di Ash e del capopalestra Lt. Surge e numerose carte promozionali ed edizioni limitate, prodotte dalla Wizards of the Coast, dalla Nintendo e da The Pokémon Company. Tra le aziende che hanno utilizzato carte di Pikachu a fini pubblicitari figurano Toyota, McDonald's e All Nippon Airways.

## Accoglienza e impatto culturale

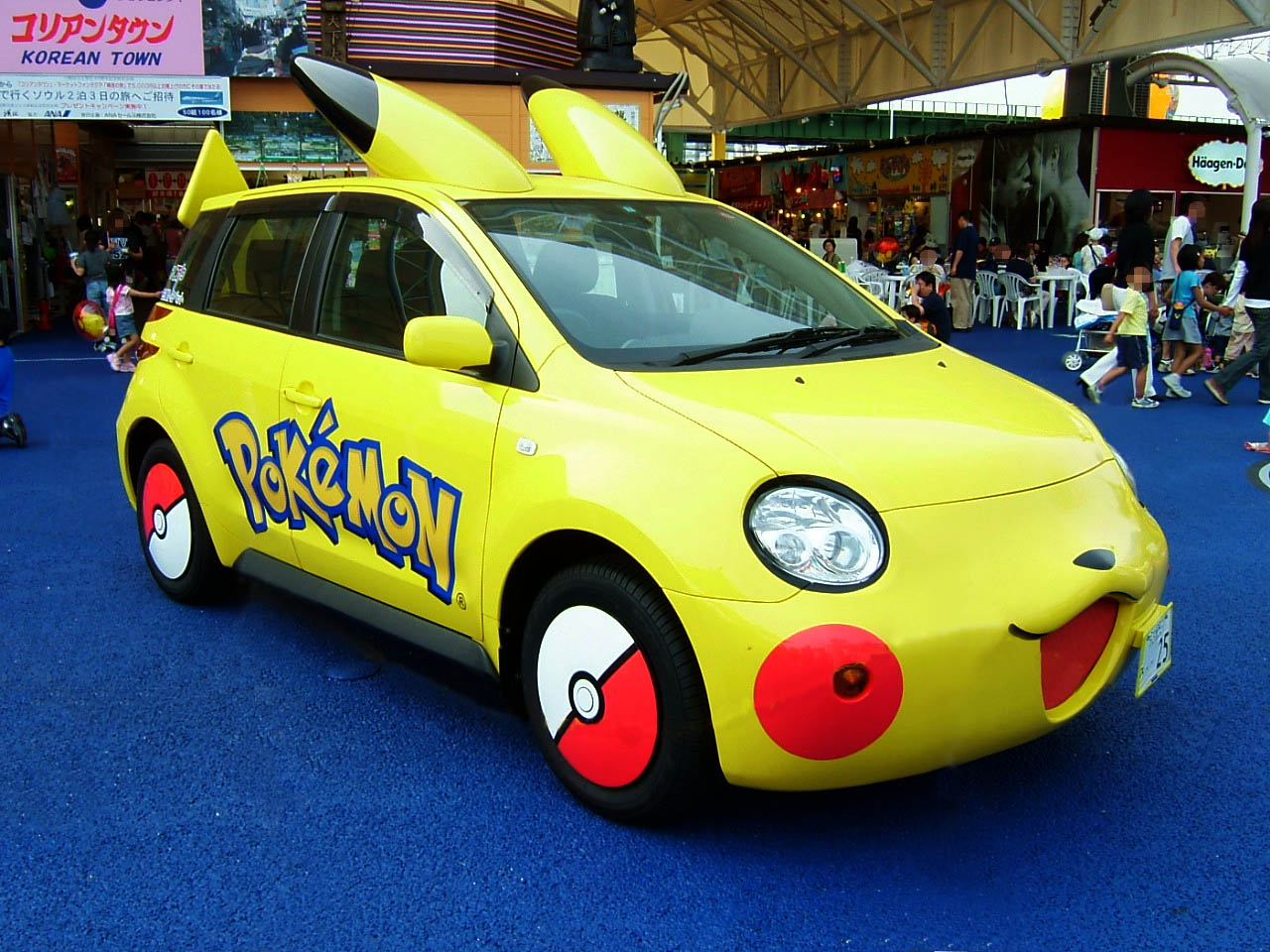
Toyota Ist dalle fattezze di Pikachu all'Expo 2005

Pikachu si è guadagnato la fama di Pokémon più popolare del franchise e viene spesso considerato per estensione il simbolo stesso dei Pokémon. La sua popolarità ha varcato i confini della serie e il suo aspetto è riconosciuto indistintamente da grandi e bambini siano essi conoscitori della saga o meno. Personaggio molto amato in Giappone dove costituisce un'icona della cultura kawaii, Pikachu è diventato una celebrità mondiale, al punto da essere considerato l'equivalente giapponese di Topolino.
Il Guinness dei primati ha incluso Pikachu al 20º posto nella lista dei personaggi dei videogiochi più amati di tutti i tempi, mentre l'edizione asiatica del mensile Time lo ha eletto nel 1999 al secondo posto come persona migliore dell'anno e lo ha definito «il personaggio d'animazione più amato dai tempi di Hello Kitty».
In un sondaggio condotto da Oricon nel 2008, Pikachu si è piazzato al 4º posto come personaggio dei videogiochi più popolare in Giappone, a pari merito con Solid Snake di Metal Gear e Slime di Dragon Quest. La redazione della rivista Nintendo Power l'ha elencato come il suo 9º eroe preferito, affermando che nonostante sia stato uno dei primi Pokémon creati è ancora popolare al giorno d'oggi. Il Pikachu della serie animata è stato votato 8º miglior personaggio degli anime in un sondaggio del 2000 promosso dal canale televisivo Animax e TV Guide e IGN l'hanno inserito nelle loro classifiche dei personaggi preferiti degli anime rispettivamente al 15º e all'8º posto. D'altro canto, il Pokémon si colloca al primo posto nella top ten di AskMen dei personaggi animati più irritanti degli anni novanta e in un sondaggio di IGN sui Pokémon preferiti dagli appassionati si è classificato solo 48º, risultato che lo staff del sito ha ricondotto al fatto che «la maggior parte di noi è un po' stanca di vedere la sua faccia paffuta e gialla dappertutto».
In merito alla sua grande popolarità, Pikachu è citato, omaggiato e parodiato anche in contesti esterni al mondo dei Pokémon. Nel 2001 lo stato di Niue, nell'Oceano Pacifico, ha emesso una serie di monete commemorative dedicate ai Pokémon, tra cui una con Pikachu. Apparso più volte ne I Simpson, il Pokémon è stato citato anche in trasmissioni come Top Gear e Heroes. La sua parodia Ling-Ling è uno dei protagonisti dello show televisivo Drawn Together. Ecoha-chan, la mascotte ecologica della città di Ube, è stata criticata per un'eccessiva somiglianza alla mascotte dei Pokémon e ritirata dall'amministrazione comunale dopo un colloquio con The Pokémon Company.
Nel 2000 è circolato su internet il worm Pikachu, che, sfruttando la popolarità del Pokémon presso i bambini, ha infettato i sistemi operativi di computer in tutto il mondo. Nel 2008, una proteina scoperta da un'équipe dell'Università di Osaka è stata chiamata Pikachurina in onore del Pokémon. In occasione del campionato mondiale di calcio 2014, la nazionale giapponese ha eletto Pikachu e altri Pokémon come mascotte ufficiali della formazione; l'immagine di Pikachu è stata inoltre inserita sulla divisa della squadra, sotto allo stemma dello sponsor Adidas. Nel 2017 è stato reso disponibile per un tempo limitato un filtro di Snapchat dedicato al Pokémon.
In occasione della candidatura di Osaka per l'Expo 2025, il ministro degli esteri giapponese Tarō Kōno ha nominato Pikachu e Hello Kitty ambasciatori speciali della città.

### Merchandising

Pikachu e altri Pokémon raffigurati sulla fusoliera di un Boeing 747-400 di All Nippon Airways

In qualità di mascotte del franchise Pokémon, l'immagine di Pikachu è utilizzata in modo ricorrente nel merchandising della serie e costituisce insieme al nome Pikachu (ピカチュウ?) un marchio registrato. Tra le tante categorie merceologiche, il Pokémon appare come action figure, peluche e illustrato su console, figurine, materiale per la scuola, abbigliamento e gadget vari. Nel 2003 la rivista Forbes ha stimato che i ricavi annuali legati al Pokémon si aggiravano sugli 825 milioni di dollari, rendendolo ottavo nella lista dei personaggi immaginari per guadagni in un anno. Nel 2004 il personaggio ha perso due posizioni, mantenendo invariato il volume di affari a 825 milioni.
Pikachu ha fatto diverse apparizioni in eventi promozionali. Nel 1998 la città statunitense di Topeka [tɵˈpiːkə] ha cambiato per un giorno il suo nome in "Topikachu", in omaggio alla creatura e in occasione del approdo del franchise sul suolo americano; l'anno successivo, l'esposizione di tre modelli di Volkswagen New Beetle modificati per assomigliare a Pikachu, hanno accompagnato il lancio ufficiale del gioco di carte di Pokémon in Nord America. Il Pokémon è stato scelto come uno dei rappresentanti della campagna di sensibilizzazione Got Milk?, rivolta ai bambini sull'importanza di bere latte. Un pupazzo gonfiabile di Pikachu è presente nella Macy's Thanksgiving Day Parade dal 2001. Il pupazzo originale è stato utilizzato per l'ultima volta in occasione dei festeggiamenti per il decimo anniversario del franchise, l'8 agosto 2006 nel Bryant Park di New York, mentre un nuovo pallone del Pokémon che insegue una Poké Ball ha debuttato alla parata del 2006.
Tra le aziende che hanno omaggiato il Pokémon vi sono infine la Toyota, che all'Expo 2005 e al Tokyo Toy Show 2012 e 2014 ha presentato dei modelli di automobile modificati nel colore e nella livrea per assomigliare a Pikachu, e la compagnia aerea All Nippon Airways che ha decorato alcuni suoi velivoli con immagini dei Pokémon, tra cui Pikachu.